# Olmedo (Italie)
Pour les articles homonymes, voir Olmedo.
Olmedo est une commune de la province de Sassari dans la région Sardaigne en Italie.

## Géographie

### Communes limitrophes
Les communes attenantes à Olmedo sont Alghero, Sassari et Uri.

## Administration
| Période                                  | Période  | Identité               | Étiquette | Qualité |
| ---------------------------------------- | -------- | ---------------------- | --------- | ------- |
| 30 mai 2006                              | En cours | Luigi (Noto Gigi) Ruiu |           |         |
| Les données manquantes sont à compléter. |          |                        |           |         |

## Culture et patrimoine
- Église de la Madonna di Talia (XIIe siècle)